# Marathon de Milan
Le Marathon de Milan est une épreuve de course à pied sur route de 42,195 km se déroulant à Milan, en Italie. En plus du marathon, le programme inclut également un relais Ekiden.
La première édition du marathon de Milan a eu lieu en 2000.

## Vainqueurs
| Année | Hommes                                               | Pays                                                 | Temps                                                |                                                      | Femmes                                               | Pays                                                 | Temps |
| 2025  | Leonard Langat                                       | Kenya                                                | 2 h 8 min 38 s                                       | Shure Demise Ware                                    | Éthiopie                                             | 2 h 23 min 31 s                                      |       |
| 2024  | Titus Kimutai Kipkosgei                              | Kenya                                                | 2 h 7 min 12 s                                       | Tigist Memuye                                        | Éthiopie                                             | 2 h 26 min 32 s                                      |       |
| 2023  | Andrew Rotich Kwemoi                                 | Ouganda                                              | 2 h 07 min 53 s                                      | Sharon Cherop                                        | Kenya                                                | 2 h 26 min 12 s                                      |       |
| 2022  | Titus Kipruto                                        | Kenya                                                | 2 h 05 min 05 s                                      | Vivian Kiplagat                                      | Kenya                                                | 2 h 20 min 18 s                                      |       |
| 2021  | Titus Ekiru                                          | Kenya                                                | 2 h 02 min 57 s                                      | Hiwot Gebrekidan                                     | Éthiopie                                             | 2 h 19 min 35 s                                      |       |
| 2020  | course annulée à cause de la pandémie de coronavirus | course annulée à cause de la pandémie de coronavirus | course annulée à cause de la pandémie de coronavirus | course annulée à cause de la pandémie de coronavirus | course annulée à cause de la pandémie de coronavirus | course annulée à cause de la pandémie de coronavirus |       |
| 2019  | Titus Ekiru                                          | Kenya                                                | 2 h 04 min 46 s                                      | Vivian Kiplagat                                      | Kenya                                                | 2 h 22 min 25 s                                      |       |
| 2018  | Abdiwak Tura                                         | Éthiopie                                             | 2 h 09 min 04 s                                      | Lucy Kabuu                                           | Kenya                                                | 2 h 27 min 02 s                                      |       |
| 2017  | Edwin Koech                                          | Kenya                                                | 2 h 07 min 13 s                                      | Sheila Chepkoech                                     | Kenya                                                | 2 h 29 min 52 s                                      |       |
| 2016  | Ernest Ngeno                                         | Kenya                                                | 2 h 08 min 15 s                                      | Brigid Kosgei                                        | Kenya                                                | 2 h 27 min 45 s                                      |       |
| 2015  | Kenneth Mungara                                      | Kenya                                                | 2 h 08 min 44 s                                      | Lucy Karimi                                          | Kenya                                                | 2 h 27 min 35 s                                      |       |
| 2014  | Francis Kiprop                                       | Kenya                                                | 2 h 08 min 53 s                                      | Visiline Jepkesho                                    | Kenya                                                | 2 h 28 min 40 s                                      |       |
| 2013  | Worku Biru Gemenchu                                  | Éthiopie                                             | 2 h 09 min 25 s                                      | Monica Jepkoech                                      | Kenya                                                | 2 h 32 min 54 s                                      |       |
| 2012  | Daniel Too                                           | Kenya                                                | 2 h 08 min 39 s                                      | Irene Jerotich Kosgei                                | Kenya                                                | 2 h 31 min 07 s                                      |       |
| 2011  | Solomon Bushendich                                   | Kenya                                                | 2 h 10 min 38 s                                      | Marcella Mancini                                     | Italie                                               | 2 h 41 min 24 s                                      |       |
| 2010  | Jafred Chirchir Kipchumba                            | Kenya                                                | 2 h 09 min 15 s                                      | Asnakech Mengistu                                    | Éthiopie                                             | 2 h 25 min 50 s                                      |       |
| 2009  | course décalée de novembre à avril                   | course décalée de novembre à avril                   | course décalée de novembre à avril                   | course décalée de novembre à avril                   | course décalée de novembre à avril                   | course décalée de novembre à avril                   |       |
| 2008  | Duncan Kibet                                         | Kenya                                                | 2 h 07 min 53 s                                      | Anna Incerti                                         | Italie                                               | 2 h 27 min 42 s                                      |       |
| 2007  | Evans Cheruiyot                                      | Kenya                                                | 2 h 09 min 16 s                                      | Pamela Chepchumba                                    | Kenya                                                | 2 h 25 min 36 s                                      |       |
| 2006  | Benson Kipchumba Cherono                             | Kenya                                                | 2 h 07 min 58 s                                      | Askale Tafa                                          | Éthiopie                                             | 2 h 27 min 57 s                                      |       |
| 2005  | Hélder Ornelas                                       | Portugal                                             | 2 h 10 min 00 s                                      | Hellen Jemaiyo Kimutai                               | Kenya                                                | 2 h 28 min 49 s                                      |       |
| 2004  | Daniel Cheribo                                       | Kenya                                                | 2 h 08 min 38 s                                      | Rita Jeptoo                                          | Kenya                                                | 2 h 28 min 11 s                                      |       |
| 2003  | John Birgen                                          | Kenya                                                | 2 h 09 min 08 s                                      | Anne Jelagat Kibor                                   | Kenya                                                | 2 h 29 min 23 s                                      |       |
| 2002  | Robert Kipkoech Cheruiyot                            | Kenya                                                | 2 h 08 min 59 s                                      | Margaret Okayo                                       | Kenya                                                | 2 h 24 min 59 s                                      |       |
| 2001  | John Nada Saya                                       | Tanzanie                                             | 2 h 08 min 57 s                                      | Alice Chelangat                                      | Kenya                                                | 2 h 26 min 36 s                                      |       |
| 2000  | Simon Biwott                                         | Kenya                                                | 2 h 09 min 00 s                                      | Lucilla Andreucci                                    | Italie                                               | 2 h 29 min 43 s                                      |       |